# Marwan Mabrouk
Marwan Mansour Mabrouk (ar. مروان المبروك, ur. 15 grudnia 1989) – piłkarz libijski grający na pozycji pomocnika. Od 2011 roku jest zawodnikiem klubu El-Dakhleya.

## Kariera klubowa
Karierę piłkarską Mabrouk rozpoczął w klubie Al-Ittihad Trypolis. W 2008 roku zadebiutował w jego barwach w pierwszej lidze libijskiej. W sezonach 2008/2009 i 2009/2010 wywalczył z Al-Ittihad dwa mistrzostwa Libii. Z Al-Ittihad zdobył też Puchar Libii w 2009 roku oraz dwa Superpuchary Libii (2009, 2010).
W 2011 roku Mabrouk przeszedł do egipskiego El-Dakhleya.

## Kariera reprezentacyjna
W reprezentacji Libii Mabrouk zadebiutował w 2010 roku. W 2012 roku został powołany do kadry na Puchar Narodów Afryki 2012.